# Montcharvot
Montcharvot é uma comuna francesa na região administrativa de Grande Leste, no departamento de Haute-Marne. Estende-se por uma área de 3,52 km². Em 2010 a comuna tinha 34 habitantes (densidade: 9,7 hab./km²).